# Guyana na Letních olympijských hrách 1980
Guyana se účastnila Letní olympiády 1980 v Moskvě. Zastupovalo ji 8 sportovců.

## Medailisté
| Medaile | Jméno           | Sport | Soutěž                         |
| ------- | --------------- | ----- | ------------------------------ |
| Bronz   | Michael Anthony | Box   | muži váha bantamová - do 56 kg |